# Sydafrikas parlament
Sydafrikas parlament (engelska: Parliament of South Africa) är den lagstiftande församlingen i Sydafrika. Det har två kamrar, Nationalförsamlingen och Nationella provinsrådet. Nationalförsamlingens 400 delegater utses i proportionella val vart femte år, medan Nationella provinsrådets medlemmar utses av nationens provinser. 
Sydafrikas parlamentsbyggnad finns i Kapstaden. När Sydafrikanska unionen bildades 1910 fick Kapprovinsens administration flytta till Pronvisiale-gebou på andra sidan gatan, och Sydafrikas parlament övertog det gamla Kapparlamentets byggnad.. Först 1994 hölls allmänna val där även svarta fick delta. 

### Fotnoter
1. ↑  The Houses of Parliament, Cape Town, Andrew Cusack, 3 november 2009